# Троскі
Троскі (пол. Troski) — село в Польщі, у гміні Нарушево Плонського повіту Мазовецького воєводства.
Населення — 102 особи (2011).
У 1975-1998 роках село належало до Цехановського воєводства.

## Демографія
Демографічна структура станом на 31 березня 2011 року:
|          | Загалом | Допрацездатний вік | Працездатний вік | Постпрацездатний вік |
| -------- | ------- | ------------------ | ---------------- | -------------------- |
| Чоловіки | 50      | 10                 | 31               | 9                    |
| Жінки    | 52      | 11                 | 28               | 13                   |
| Разом    | 102     | 21                 | 59               | 22                   |